# Syngamilyta samarialis
Syngamilyta samarialis is een vlinder uit de familie van de grasmotten (Crambidae), uit de onderfamilie van de Spilomelinae. De wetenschappelijke naam van deze soort is voor het eerst voorgesteld als Aphytoceros samarialis door Herbert Druce in een publicatie uit 1899.
De soort komt voor in Honduras, Nicaragua, Costa Rica en Colombia.